# 启东市第二职业教育中心校
启东市第二职业教育中心校组建于2005年8月，是由原启东市财经职业高级中学和启东市惠丰中学合并成立的。

## 学校简史
- 1960年惠丰中学建校,现启东市第二职业教育中心校校址所在地
- 1986年财经职业高级中学建校
- 2005年两校合并